# ژان پالیه
ژان پالیه (زادهٔ ۱۸۶۳ یا ۱۸۶۴ – درگذشته در ۶ مارس ۱۹۳۹)، خلبان پیشگام فرانسوی در جنگ جهانی اول بود که در سال ۱۹۱۲ گواهی‌نامه خلبانی خود را دریافت کرد. او بنیان‌گذار باشگاه اتومبیل زنان برای ارائه خدمات به رانندگان زن با آمبولانس‌ها در نزدیکی جبهه‌های جنگ جهانی اول بود.

## زندگی
تصور می‌شود که ژان پالیه در سال‌های ۱۸۶۳ یا ۱۸۶۴ به دنیا آمده باشد. اطلاعات کمی در مورد زندگی او قبل از شروع پرواز در دست است.

## گواهی‌نامه خلبانی
خانم ژان پالیه گواهی‌نامه خلبانی خود را به شماره ۱۰۱۲ در تاریخ ۶ سپتامبر ۱۹۱۲ دریافت کرد. او در سن ۴۸ سالگی به این موفقیت دست یافت که او را به عنوان مسن‌ترین خلبان زن فرانسوی در آن زمان تبدیل کرد. شرایط مورد نیاز از طرف آئروکلوب فرانسه که نهاد اعطاکننده گواهی‌نامه بود، شامل ده پرواز، از جمله دو پرواز بدون همراه و یک پرواز در شب بود. پالیه آزمون پروازی خود را در ۲ اوت با پرواز بر فراز پاریس در ارتفاع ۷۰۰ متری انجام داد، که در آن زمان یک دستاورد چشمگیر بود. او مورد تحسین ناظران به دلیل شجاعتش قرار گرفت. او با یک هواپیمای آسترای سی‌ام دوباله که یک هواپیمای سه‌نفره سنگین از نوع کانکور میلیتِر بود، پرواز می‌کرد. سپس در سال ۱۹۱۴ با یک هواپیمای نیوپورت که هواپیمایی یک‌بال بود نیز پرواز کرد.

## شغل خلبانی
پالیه عضو آئروکلوب زنان لا استلا بود. این باشگاه که یک باشگاه پرواز زنان بود، در سال ۱۹۰۹ توسط ماری سورکوف تأسیس شده بود. پالیه چندین پرواز بر فراز مناطق جنوبی‌غربی پاریس انجام داد؛ این پروازها شامل پروازهایی بین ویلزی-ویلاکو بلی و شارت، و در بالای جنگل رامبوئییه بود. او با یک مسافر، خانم دوشانژ، دبیر لا استلا پرواز کرد و برای مدتی تصور می‌شد که او اولین زن خلبانی است که مسافری را حمل کرده است، تا اینکه از پرواز هلن دوترئو با مکانیکش در بلژیک در سال ۱۹۱۰ مطلع شد.
پالیه در نمایش هوایی وین که در میدان هوایی آسپرن در ژوئن ۱۹۱۳ برگزار شد، شرکت کرد و در مسابقه ارتفاع زنان برنده شد. او و یک خلبان مجاری به نام لیلی اشتاینشنیودر تنها زنانی بودند که در این رویداد پرواز کردند.

## سال‌های جنگ جهانی اول

خانم پالیه در نوامبر ۱۹۱۵ همراه با سربازان زخمی.

در آغاز جنگ جهانی اول، پروازهای غیرنظامی در اروپا متوقف شد. زنان به عنوان مبارز در ارتش فرانسه پذیرفته نمی‌شدند و ژان پالیه، مانند دیگر زنانی همچون بئاتریکس دِ ریک، از پذیرفته شدن به عنوان خلبان در جنگ بازماندند. الهام‌گرفته از آنچه که در بریتانیا رخ می‌داد، در سال ۱۹۱۵، او و مارگریت دوراند کلوب فمینیون اتوموبیل را تأسیس کردند تا رانندگان زن را برای آمبولانس‌های مستقر در نزدیکی جبهه آماده کنند، اما درخواست او دوباره رد شد. تا سال ۱۹۱۷ بود که دولت فرانسه موافقت کرد که زنان به صورت داوطلبانه این وظیفه را انجام دهند. «کلوب فمینیون اتوموبیل» با یکصد و بیست راننده آمبولانس و هفتاد پرستار خود، سربازان زخمی بازگشته از میدان نبرد را به بیمارستان‌ها منتقل می‌کردند.

## پس از جنگ
پس از پایان جنگ جهانی اول، ژان پالیه به کارهای اجتماعی در کارخانه رنو پرداخت. او جام‌پالیه ژان (جام‌پالیه) را برای تشویق زنان جوان به ورزش‌های رقابتی ایجاد کرد.
او در پایان زندگی خود در یک صومعه در ویلنوو سور یون، جایی که دخترش راهبه بود، زندگی کرد و در آنجا در تاریخ ۶ مارس ۱۹۳۹ درگذشت.